# Chiridotidae
De Chiridotidae zijn een familie van zeekomkommers uit de orde Apodida.

## Geslachten
- Archedota O'Loughlin, 2007
- Chiridota Eschscholtz, 1829
- Kolostoneura Becher, 1909
- Neotoxodora Liao, Pawson & Liu, 2007
- Ovalidota Pawson, 2004
- Paradota Ludwig & Heding, 1935
- Polycheira H.L. Clark, 1908
- Psammothuria Rao, 1968
- Rowedota O'Loughlin & VandenSpiegel, 2010
- Scoliorhapis H.L. Clark, 1946
- Sigmodota Studer, 1876
- Taeniogyrus Semper, 1867
- † Theelia Schlumberger, 1890